# Vasile Toma
Vasile Toma (n. 2 ianuarie 1954, Cioara, raionul Hîncești, RSS Moldovenească, URSS – d. 27 martie 2013) a fost un poet liric și satiric din Republica Moldova.

## Copilărie și studii
A absolvit Facultatea de Litere a Universității de Stat din Chișinău în 1980.

## Activitate literară
În 2006, la Chișinău, a fost publicat volumul de poeme „Între iubire și nimic”, apreciat cu Premiul Uniunii Scriitorilor din Moldova. În 2008 a publicat volumul de poezie satirică „Osanale la pachet”, iar în 2009 „Mesaje din orfelinat”, pentru care a obținut Premiul „Nichita Stănescu” în cadrul Festivalului Internațional de poezie 2010 de la Chișinău. În 2011, este editat la Drobeta-Turnu Severin volumul de versuri „Tablete pentru a fi”, apreciat cu Premiul „Mihai Eminescu”.
Nicolae Dabija a numit cartea „Între iubire și nimic” una cele mai bune din literatura basarabeană.

### Operă
- Între iubire și nimic (2006)
- Osanale la pachet: Poezie satirică, parodii și epigrame (2008)
- Mesaje din orfelinat (2009)
- Tablete pentru a fi (2011)
- 101 Poeme (2011)
- Cântece pentru alte vieți (2012)
- Palimpsest cu fulgi
- doar versurile: Nani-na, fetița mamei de Gheorghe Maxian Deladolna

## Viață personală
Vasile Toma s-a căsătorit cu Eleonora Chiorsac în 1980; cuplul are o fiică și un fiu.
În 2004, pe când lucra la Primăria municipiului Chișinău în funcția de responsabil de respectarea legislației lingvistice în municipiu, a nimerit într-un accident rutier, în urma căruia a rămas țintuit la pat. De atunci, creația sa o dicta soției sale Eleonora, care redacta textul.